# Gunung Sinabung
Gunung Sinabung är ett berg i Indonesien.   Det ligger i provinsen Sumatera Utara, i den västra delen av landet, 1 400 km nordväst om huvudstaden Jakarta. Toppen på Gunung Sinabung är 2 451 meter över havet.
Terrängen runt Gunung Sinabung är huvudsakligen lite bergig. Gunung Sinabung är den högsta punkten i trakten. Runt Gunung Sinabung är det ganska tätbefolkat, med 239 invånare per kvadratkilometer. Närmaste större samhälle är Berastagi, 13,4 km öster om Gunung Sinabung. Omgivningarna runt Gunung Sinabung är en mosaik av jordbruksmark och naturlig växtlighet.